# Port lotniczy Maputo
Port lotniczy Maputo (port. Aeroporto Maputo) (IATA: MPM, ICAO: FQMA) – międzynarodowy port lotniczy położony 3 kilometry na północny zachód od Maputo, stolicy Mozambiku. Jest największym portem lotniczym w Mozambiku. 

## Linie lotnicze i połączenia
| Linia Lotnicza          | Kierunek |
| ----------------------- | --- |
| Airlink                 | 1. Kapsztad 2. Johannesburg |
| Ethiopian Airlines      | 1. Addis Abeba |
| FlySafair               | 1. Johannesburg |
| Kenya Airways           | 1. Nairobi |
| LAM Mozambique Airlines | 1. Beira 2. Kapsztad 3. Chimoio 4. Dar es Salaam 5. Harare 6. Inhambane 7. Johannesburg 8. Lichinga 9. Lizbona 10. Lusaka 11. Nacala 12. Nairobi 13. Nampula 14. Pemba 15. Quelimane 16. Tete 17. Vilankulo 18. Xai Xai |
| Moçambique Expresso     | 1. Beira 2. Tete |
| Qatar Airways           | 1. Doha |
| South African Airways   | 1. Johannesburg |
| TAAG Angola Airlines    | 1. Luanda |
| TAP Portugal            | 1. Lizbona |
| Turkish Airlines        | 1. Stambuł |